# Маттіас Бібер
Маттіас Бібер (нім. Matthias Bieber, нар. 14 березня 1986, Цюрих) — швейцарський хокеїст, нападник клубу НЛА «Берн». Гравець збірної команди Швейцарії.

## Ігрова кар'єра
Хокейну кар'єру розпочав на батьківщині 2002 року виступами за команду «ГСК Лайонс» фарм-клуб «ЦСК Лайонс». За «ЦСК Лайонс» відіграв три сезони та влітку 2007 перейшов до команди «Лангнау Тайгерс», де провів три сезони.
16 листопада 2012 Маттіас уклав п'ятирічний контракт з клубом «Клотен Флаєрс».
У грудні 2017 уклав контракт з клубом НЛА «Берн» за який виступає з сезону 2018–19.
Був гравцем молодіжної збірної Швейцарії, у складі якої брав участь у 17 іграх. 

## Нагороди та досягнення
- Срібний призер чемпіонату світу — 2013.
- Чемпіон Швейцарії в складі «Берн» — 2019.

## Статистика

### Клубні виступи
| Сезон       | Клуб              | Ліга        | Регулярний сезон | Регулярний сезон | Регулярний сезон | Регулярний сезон | Регулярний сезон | Плей-оф | Плей-оф | Плей-оф | Плей-оф | Плей-оф |
| Сезон       | Клуб              | Ліга        | І                | Г                | П                | О                | ШХ               | І       | Г       | П       | О       | ШХ      |
| ----------- | ----------------- | ----------- | ---------------- | ---------------- | ---------------- | ---------------- | ---------------- | ------- | ------- | ------- | ------- | ------- |
| 2002–03     | «ГСК Лайонс»      | НЛБ         | 6                | 1                | 1                | 2                | 0                | 7       | 0       | 0       | 0       | 0       |
| 2003–04     | «ГСК Лайонс»      | НЛБ         | 30               | 1                | 4                | 5                | 26               | 6       | 1       | 3       | 4       | 12      |
| 2004–05     | «ГСК Лайонс»      | НЛБ         | 36               | 5                | 7                | 12               | 18               | 3       | 0       | 0       | 0       | 0       |
| 2004–05     | «ЦСК Лайонс»      | НЛА         | 3                | 0                | 0                | 0                | 0                | —       | —       | —       | —       | —       |
| 2005–06     | «ГСК Лайонс»      | НЛБ         | 14               | 11               | 5                | 16               | 8                | —       | —       | —       | —       | —       |
| 2005–06     | «ЦСК Лайонс»      | НЛА         | 25               | 2                | 2                | 4                | 6                | —       | —       | —       | —       | —       |
| 2006–07     | «ГСК Лайонс»      | НЛБ         | 4                | 2                | 1                | 3                | 0                | —       | —       | —       | —       | —       |
| 2006–07     | «ЦСК Лайонс»      | НЛА         | 43               | 1                | 1                | 2                | 10               | 6       | 0       | 0       | 0       | 2       |
| 2007–08     | «Лангнау Тайгерс» | НЛА         | 46               | 6                | 5                | 11               | 34               | —       | —       | —       | —       | —       |
| 2008–09     | «Лангнау Тайгерс» | НЛА         | 48               | 5                | 8                | 13               | 10               | —       | —       | —       | —       | —       |
| 2009–10     | «Лангнау Тайгерс» | НЛА         | 36               | 14               | 8                | 22               | 28               | —       | —       | —       | —       | —       |
| 2010–11     | «Клотен Флаєрс»   | НЛА         | 46               | 19               | 15               | 34               | 18               | 18      | 2       | 3       | 5       | 0       |
| 2011–12     | «Клотен Флаєрс»   | НЛА         | 43               | 9                | 9                | 18               | 6                | 5       | 0       | 0       | 0       | 0       |
| 2012–13     | «Клотен Флаєрс»   | НЛА         | 45               | 12               | 14               | 26               | 4                | —       | —       | —       | —       | —       |
| 2013–14     | «Клотен Флаєрс»   | НЛА         | 50               | 16               | 17               | 33               | 6                | 16      | 4       | 4       | 8       | 4       |
| 2014–15     | «Клотен Флаєрс»   | НЛА         | 50               | 17               | 7                | 24               | 12               | —       | —       | —       | —       | —       |
| 2015–16     | «Клотен Флаєрс»   | НЛА         | 45               | 15               | 14               | 29               | 10               | 4       | 0       | 0       | 0       | 0       |
| 2016–17     | «Клотен Флаєрс»   | НЛА         | 33               | 4                | 8                | 12               | 6                | —       | —       | —       | —       | —       |
| 2017–18     | «Клотен Флаєрс»   | НЛА         | 33               | 4                | 2                | 6                | 4                | —       | —       | —       | —       | —       |
| 2018–19     | «Берн»            | НЛА         | 44               | 5                | 9                | 14               | 6                | 18      | 1       | 2       | 3       | 2       |
| 2019–20     | «Берн»            | НЛА         | 14               | 0                | 0                | 0                | 4                | —       | —       | —       | —       | —       |
| Усього в НЛ | Усього в НЛ       | Усього в НЛ | 604              | 129              | 119              | 248              | 164              | 67      | 7       | 9       | 16      | 8       |

### Збірна
| Рік                           | Команда                       | Турнір                        | Місце                         | І  | Г | П | О  | ШХ |
| ----------------------------- | ----------------------------- | ----------------------------- | ----------------------------- | -- | - | - | -- | -- |
| 2004                          | Швейцарія                     | ЮЧС18-D1                      | 11-е                          | 5  | 3 | 0 | 3  | 2  |
| 2005                          | Швейцарія                     | МЧС                           | 12-е                          | 6  | 0 | 0 | 0  | 2  |
| 2006                          | Швейцарія                     | МЧС                           | 8-е                           | 6  | 0 | 7 | 7  | 10 |
| 2011                          | Швейцарія                     | ЧС                            | 9-е                           | 6  | 0 | 1 | 1  | 2  |
| 2012                          | Швейцарія                     | ЧС                            | 11-е                          | 7  | 0 | 1 | 1  | 4  |
| 2013                          | Швейцарія                     | ЧС                            | 2                             | 10 | 2 | 1 | 3  | 2  |
| 2014                          | Швейцарія                     | ОІ                            | 9-е                           | 4  | 0 | 0 | 0  | 0  |
| 2015                          | Швейцарія                     | ЧС                            | 8-е                           | 8  | 2 | 0 | 2  | 0  |
| Юніорська та молодіжна збірна | Юніорська та молодіжна збірна | Юніорська та молодіжна збірна | Юніорська та молодіжна збірна | 17 | 3 | 7 | 10 | 14 |
| Національна збірна            | Національна збірна            | Національна збірна            | Національна збірна            | 35 | 4 | 3 | 7  | 8  |